# 海州街道 (连云港市)
海州街道，是中华人民共和国江苏省连云港市海州区下辖的一个乡镇级行政单位。

## 行政区划
海州街道下辖以下地区：
鼓楼社区、新建社区、双龙社区、砚池社区和南门社区。